# Cape Byron

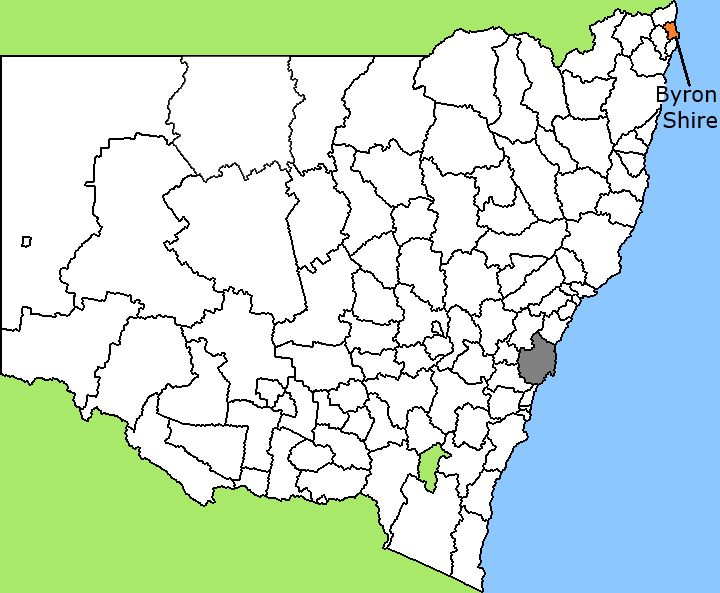
Location map

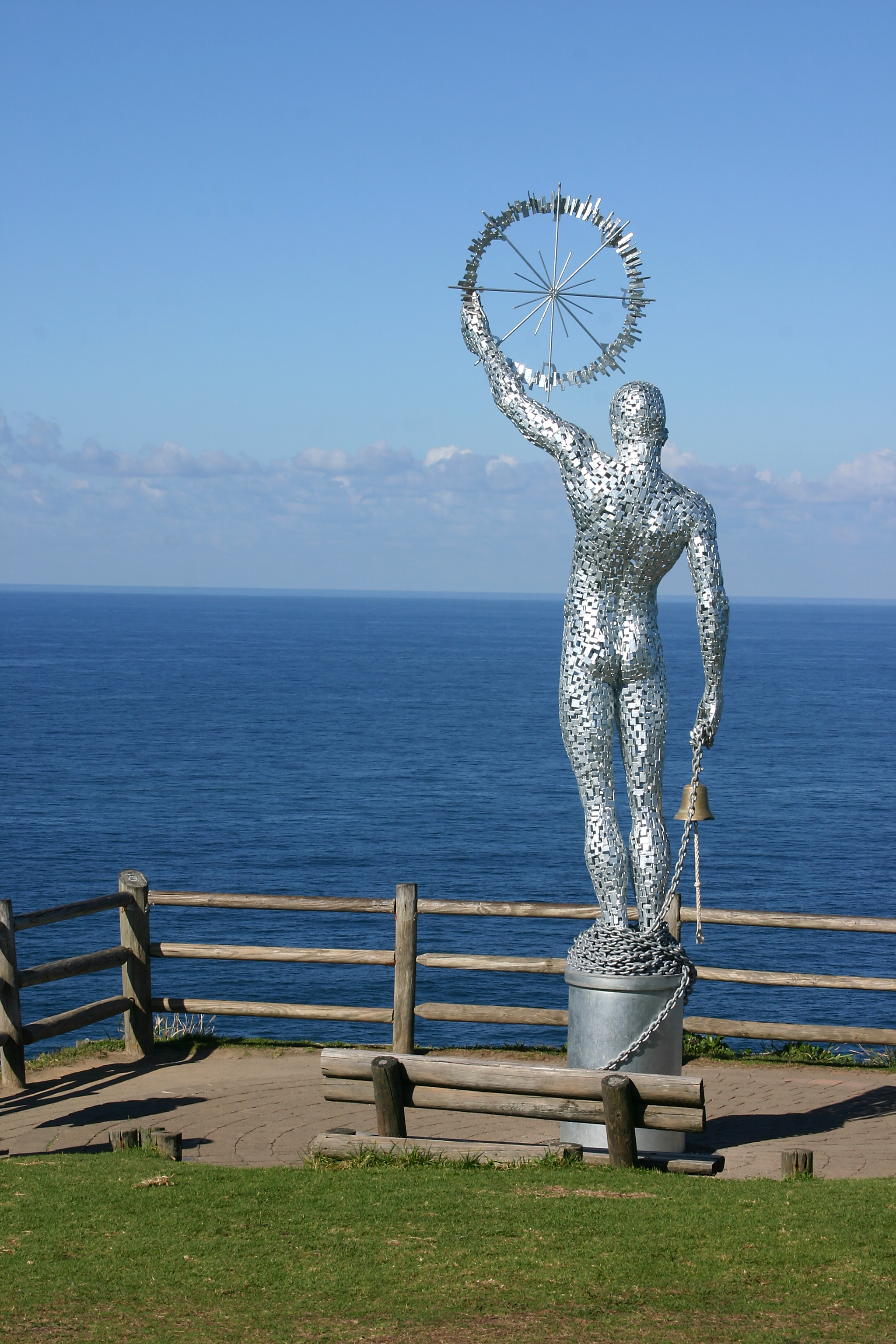
Cape Byron, điểm cực đông của đất liền Úc

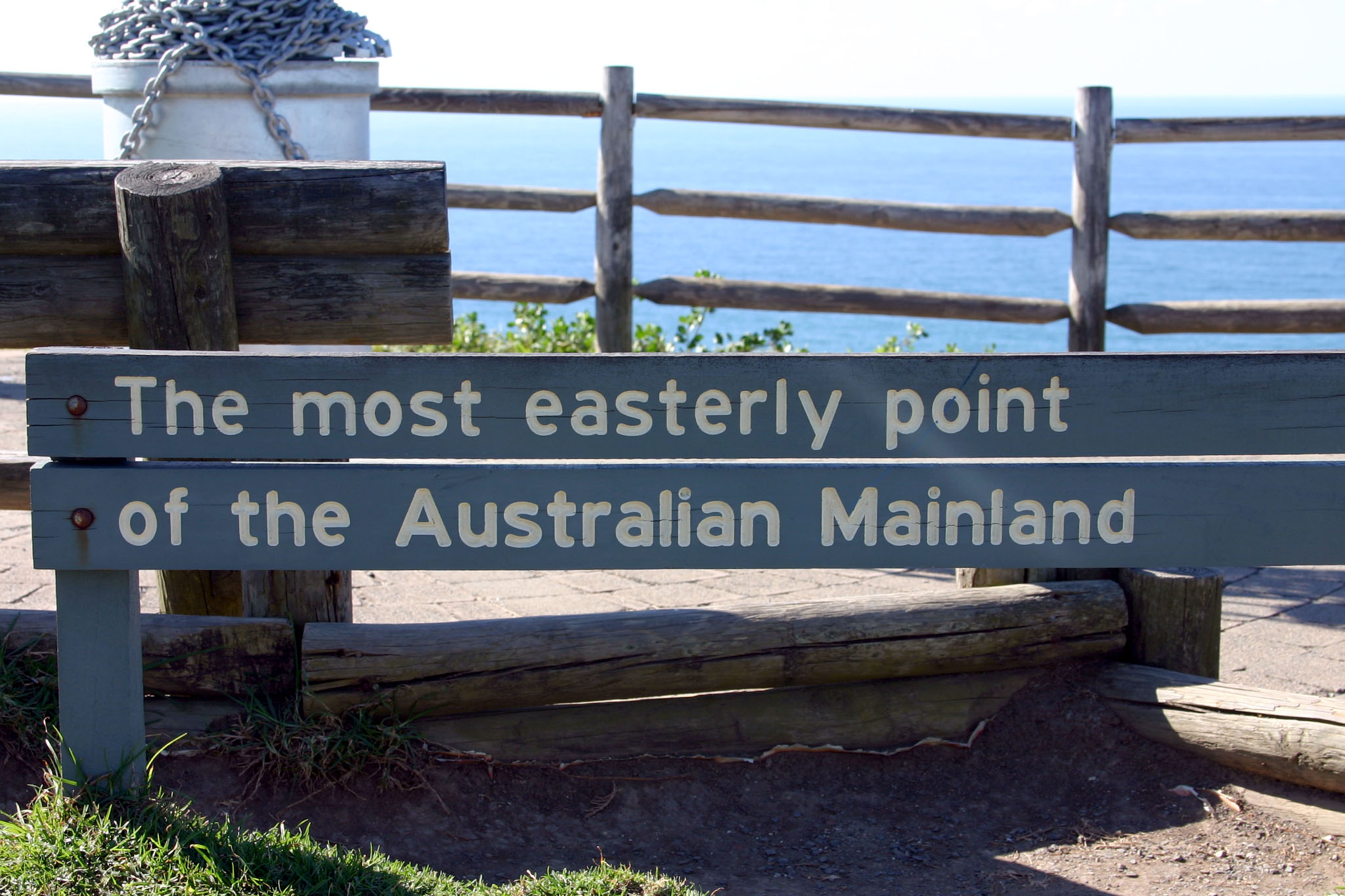
Biển hiệu ở Cape Byron

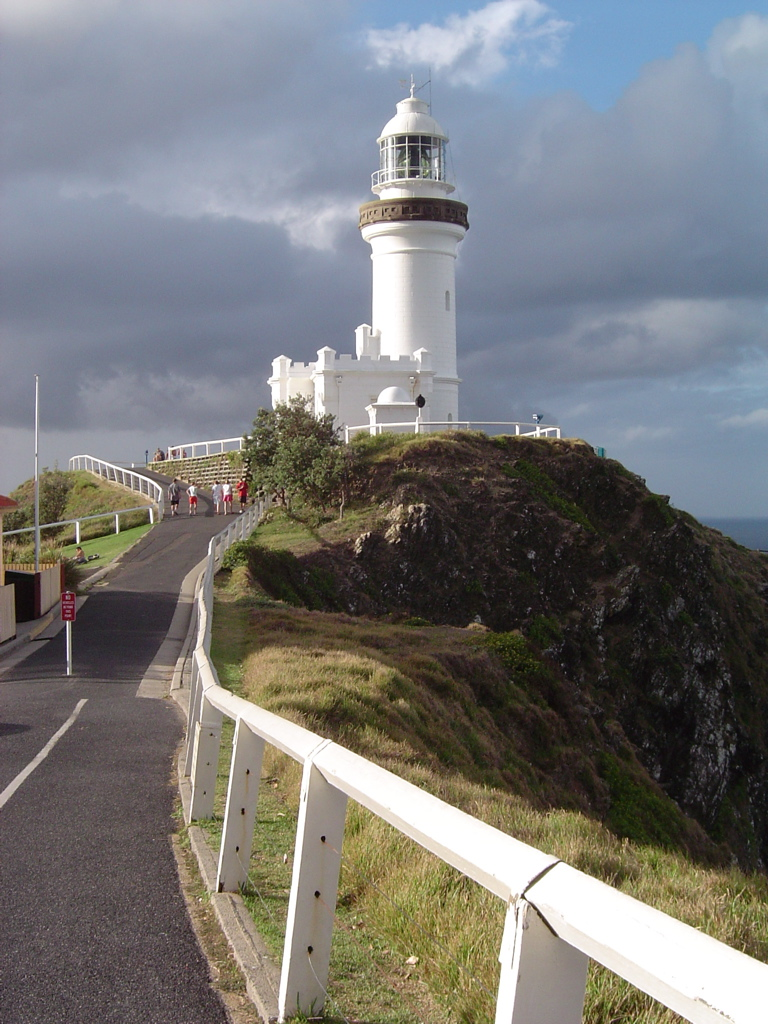
Tháp hải đăng Byron Bay, NSW, Australia

Cape Byron là mũi đất ở phía đông Úc và là điểm cực đông của đất liền Úc, đồng thời cũng là một trong Các điểm cuối cùng của Trái Đất.

## Địa lý
Mũi đất Byron nằm ở phần phía đông của Byron Shire Council - một khu Hành chính địa phương - ở bang New South Wales, tại tọa độ địa lý 28°37′58″N 153°38′20″Đ / 28,63278°N 153,63889°Đ, cách thành phố Byron Bay khoảng 3 km về phía đông bắc, ngó thẳng ra Thái Bình Dương.
Trên mũi đất Byron này, có tháp hải đăng Cape Byron Lighthouse cao 18 m cũng như đường mòn đi bộ và nhiều nơi quan sát đàn cá voi Humpback di trú trên biển.
Về mặt hành chính, Cape Byron do "Byron Shire Council" (Hội đồng quận Byron) quản lý, cũng như Cape Byron Marine Park rộng 22.000 ha.

## Lịch sử
Mũi đất này được thuyền trưởng James Cook, một nhà thám hiểm người Anh đặt tên khi ông ta đi qua đây ngày 15.5.1770, để vinh danh một nhà thám hiểm người Anh khác là thuyền trưởng John Byron - người đã đi vòng quanh địa cầu trên chiến hạm HMS Dolphin của Hải quân Hoàng gia Anh trong các năm 1764-1766.
Năm 1901 tháp hải đăng được khai trương.
Cape Byron Marine Park được thành lập trong tháng 11 năm 2002.